# Communauté urbaine de Toronto
Ne doit pas être confondu avec Grand Toronto.
La municipalité de la communauté urbaine de Toronto, (anglais : Municipality of Metropolitan Toronto,), ou la Communauté urbaine de Toronto, était une municipalité supralocale de gouvernance territoriale dans la région de Toronto, entre 1953 et 1997. Connue aussi sous l'anglicisme Toronto Métropolitain, elle fut un précurseur dans la création des municipalités régionales.

## Siège social
Son administration municipale était alors fixée au Metro Hall (en), par opposition à l'hôtel de ville (City Hall) de chaque municipalité composante où étaient administrés les services de cette dernière.

## Historique
La municipalité fut créée le 15 avril 1953 en regroupant la ville de Toronto et une partie du comté de York. Au début, elle comprenait 13 municipalités (dit « municipalités de secteur »), dont le canton de East York, le canton d'Etobicoke, le village de Forest Hill, la ville de Leaside, le village de Long Branch, la ville de Mimico, la ville de New Toronto, le canton de North York, le canton de Scarborough, le village de Swansea, la ville de Toronto, la ville de Weston et le canton de York.
Depuis 1967, à cause des fusions de quelques municipalités de secteur, il n'y eut que six, dont East York, Etobicoke, North York, Scarborough, Toronto et York.

### Amalgamation de Toronto
Le 1 janvier 1998, la communauté urbaine et ses six municipalités composantes fusionnèrent pour former la ville actuelle de Toronto. Ce dernier a été surnommé la « mégacité », mais le surnom ne survivait que pendant quelques années.